# Prainha (Praia)
Prainha est un quartier de la ville de Praia, capitale du Cap-Vert sur l'île de Santiago. 

## Présentation

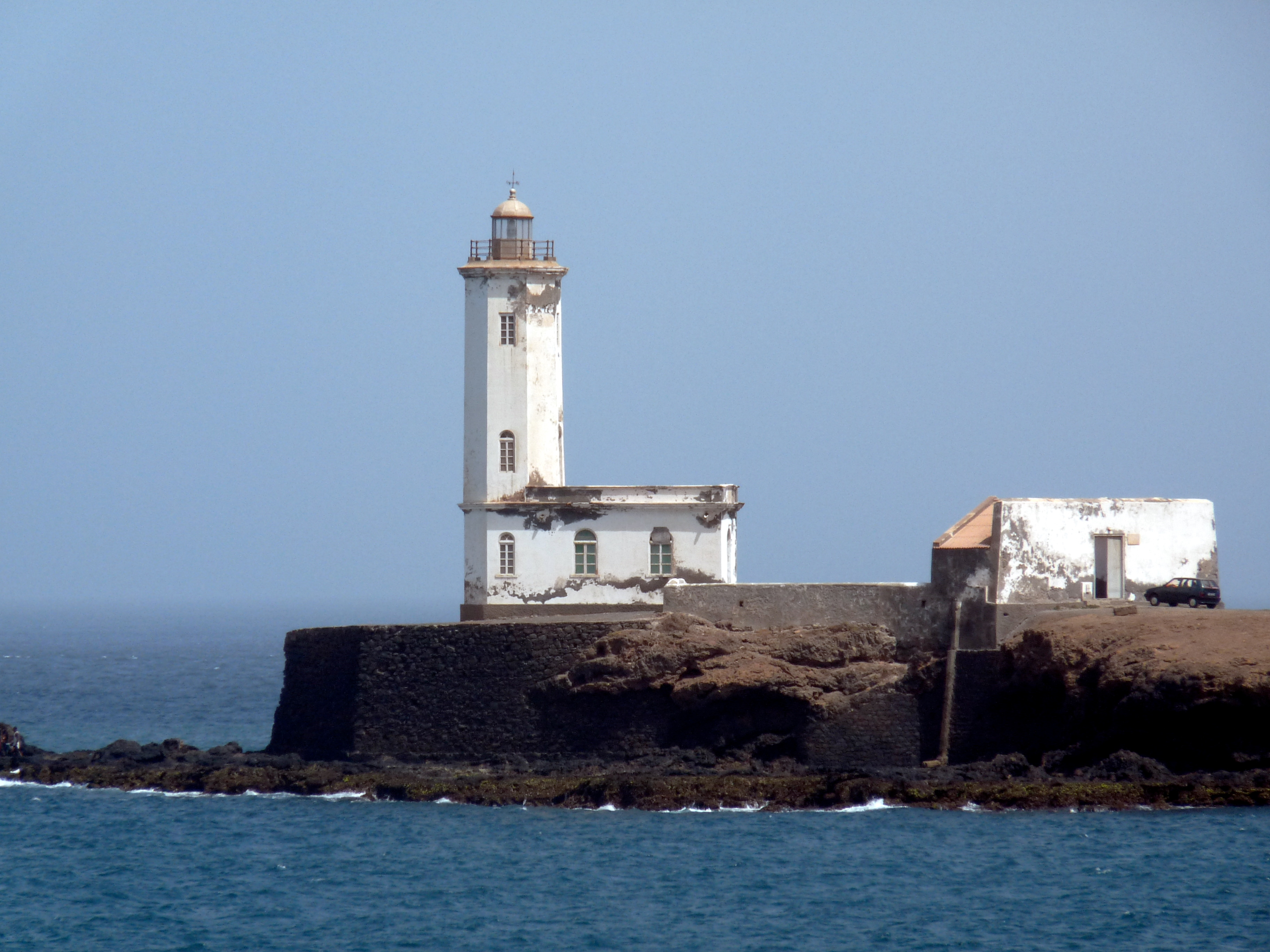
Phare de Dona Maria Pia.

Prainha est situé sur la côte, au sud du centre-ville.
Les quartiers voisins sont Achada Santo António au nord et Quebra Canela à l'ouest. 
Plusieurs ambassades étrangères sont situées à Prainha.
Le monument le plus remarquable est le phare de Dona Maria Pia, situé sur la péninsule Ponta Temerosa, le point le plus méridional de l'île
Sa population était de 309 habitants au recensement de 2010.

## Galerie

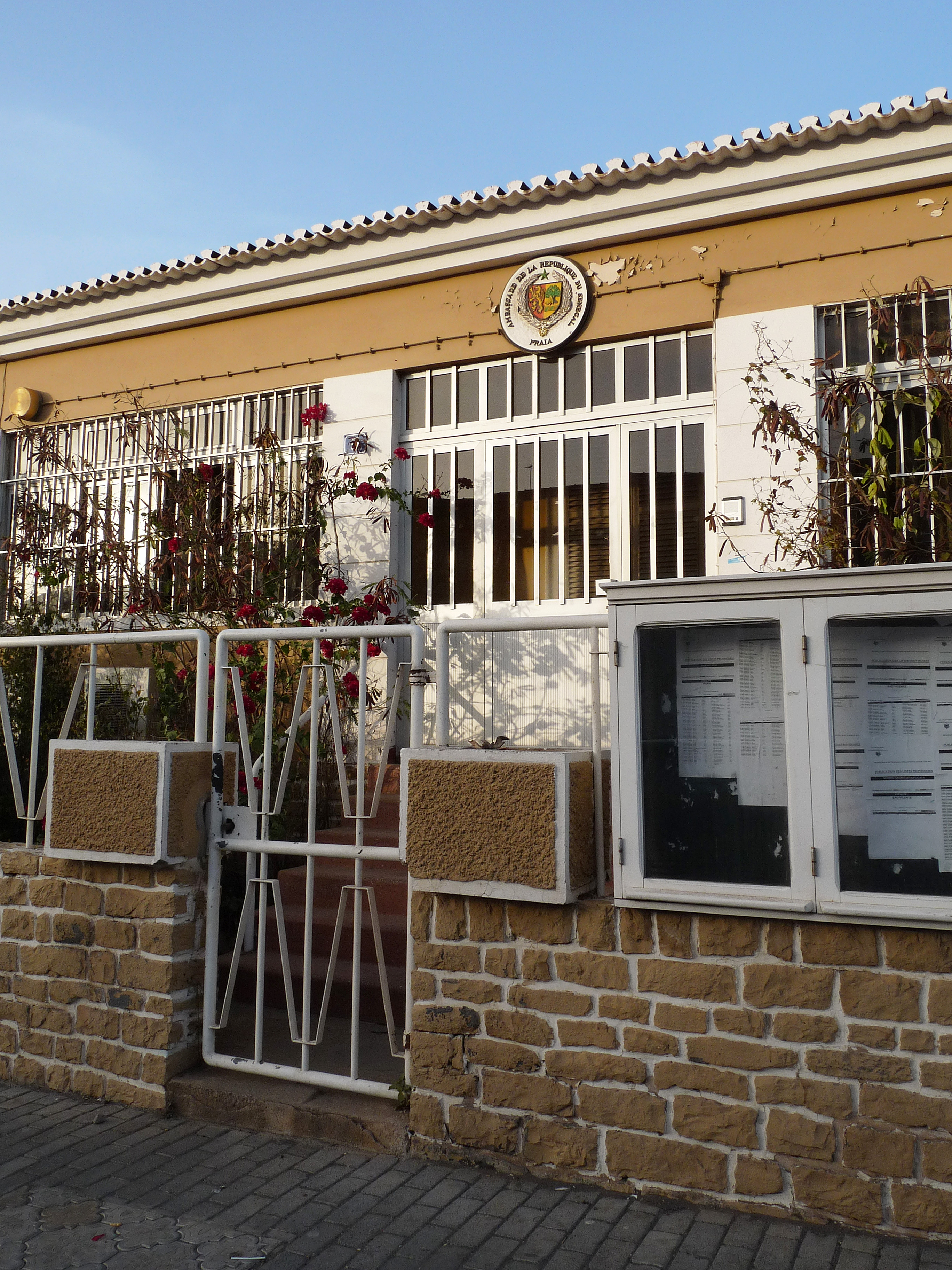
Ambassade du Sénégal.
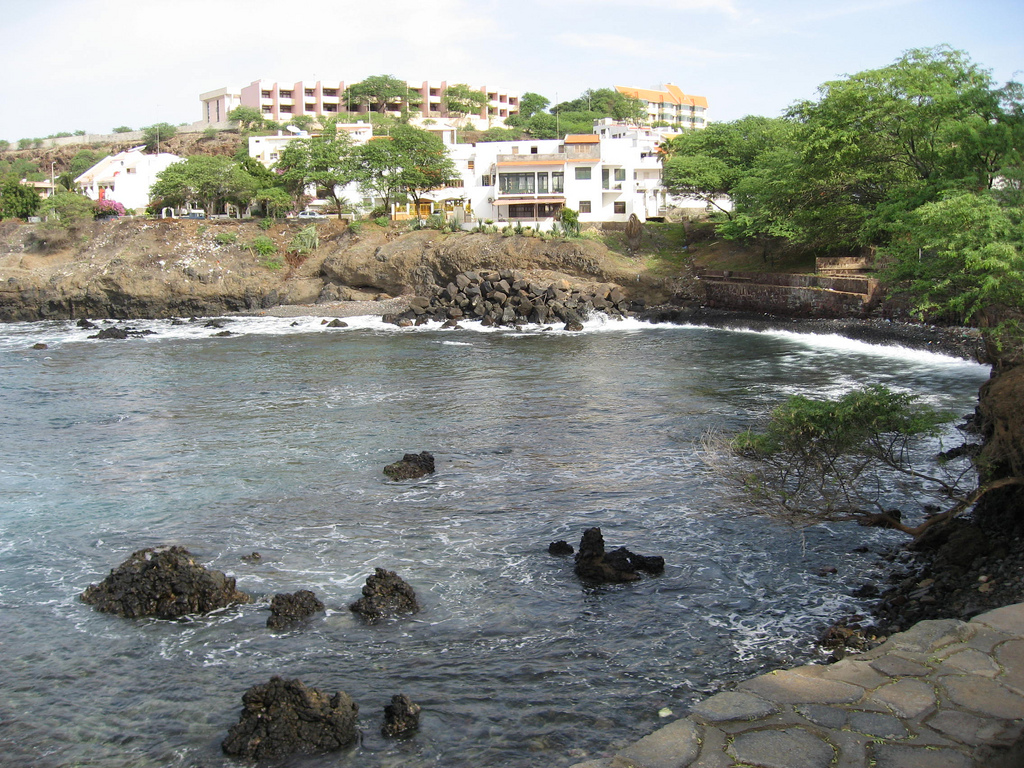
Plage de Prainha.
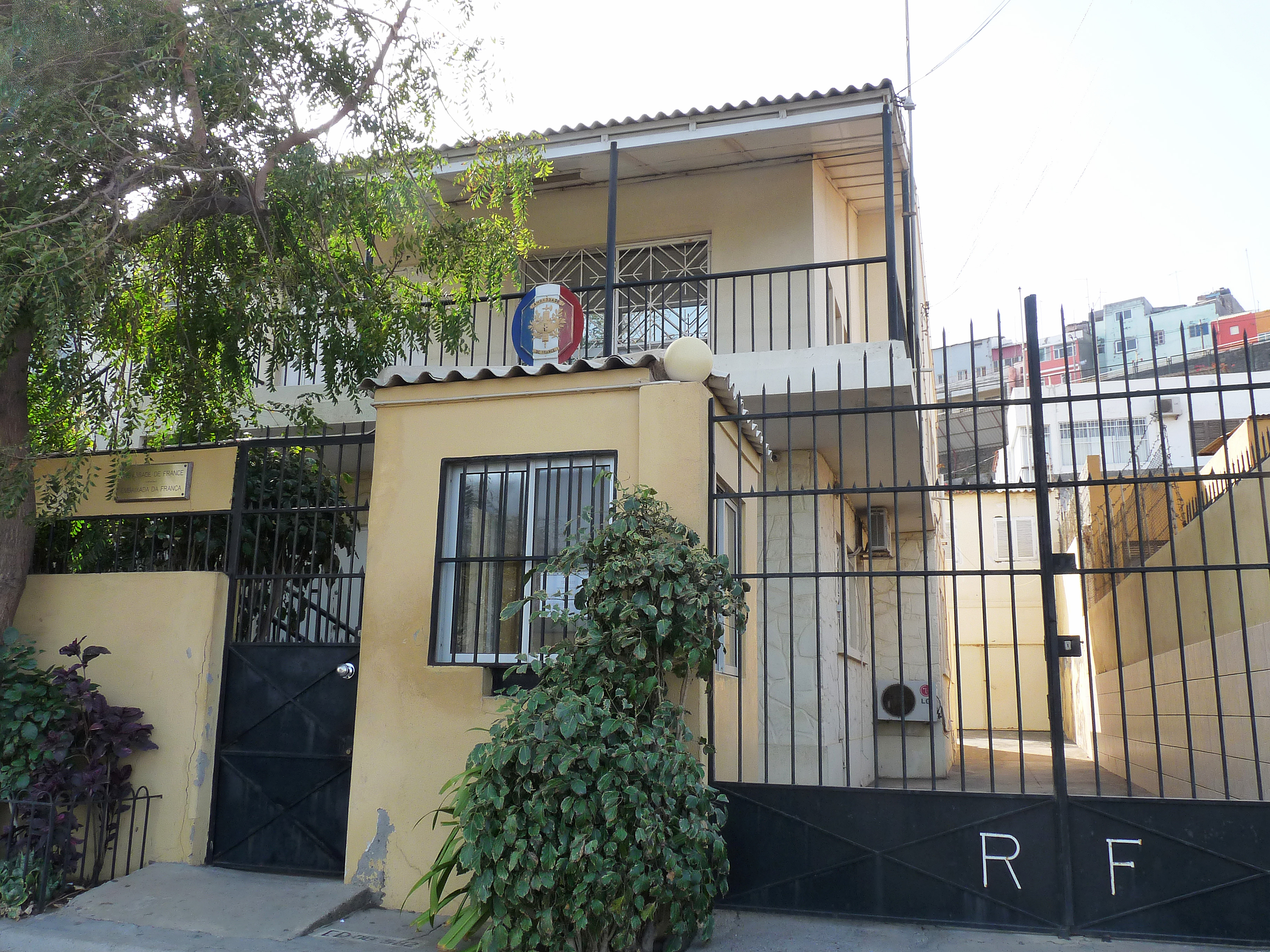
Ambassade de France.